# IC 3201
IC 3201 — галактика типу E/P () у сузір'ї Волосся Вероніки.
Цей об'єкт міститься в оригінальній редакції індексного каталогу.